# Monolistra bolei
Monolistra bolei är en kräftdjursart som först beskrevs av Boris Sket 1960.  Monolistra bolei ingår i släktet Monolistra och familjen klotkräftor. IUCN kategoriserar arten globalt som starkt hotad.

## Underarter
Arten delas in i följande underarter:
- M. b. brevispinosa
- M. b. bolei